# Exetastes costaricensis
Exetastes costaricensis là một loài tò vò trong họ Ichneumonidae.